# Blewittkauz
Der Blewittkauz oder Bändersteinkauz (Athene blewitti, Syn.: Heteroglaux blewitti) ist eine sehr seltene Eule, die in Zentralindien vorkommt. Er galt 113 Jahre als ausgestorben, bevor er 1997 wiederentdeckt wurde.

## Beschreibung
Der Blewittkauz ist mit 23 cm ziemlich klein und untersetzt. Er ist ein typischer Kauz mit einer ziemlich unscheinbaren Haube. Die Unterseite ist grau-braun mit schwachen weißen Flecken.  Flügel und Schwanz sind breit gebändert und sind durch eine schwarz-braune und weiße Färbung gekennzeichnet. Der Schwanz weist zudem eine breite weiße Spitze auf. Die Brust ist braun und die restliche Unterseite weiß. Das Gesicht ist hell und die Augen gelb.
Es besteht eine Verwechslungsmöglichkeit mit dem auf dem indischen Subkontinent häufigen Brahmakauz (Athene brama), mit dem er früher oft in dieselbe Art gestellt wurde. Dem Blewittkauz fehlen im Gegensatz zum Brahmakauz deutliche weiße Flecken auf Oberkopf und Mantel und er weist außerdem einen weißen Fleck auf dem Bauch aus.

## Lebensweise
Der Blewittkauz ist offenbar ein standorttreuer Bewohner offener, laubabwerfender Wälder. Seine Wiederentdeckung war in einer Höhe von 460 mm über NN. Historische Aufzeichnungen gab es aus feuchten laubabwerfenden Wäldern oder dichten Dschungeln mit einer unklaren Höhenlage. Er jagt tagsüber und ist dabei aufgrund seines gebänderten Gefieders nur schwer zwischen den Blättern auszumachen. Über seine Ernährung gibt es wenige Hinweise, es wird jedoch angenommen, dass er sich von kleinen Wirbeltieren ernährt, z. B. Mäusen, Vögeln und Eidechsen.

## Vorkommen

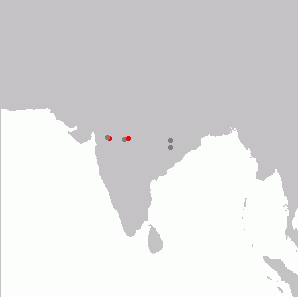
Vorkommen des Blewittkauzes; gegenwärtig (rot), historisch (grau)

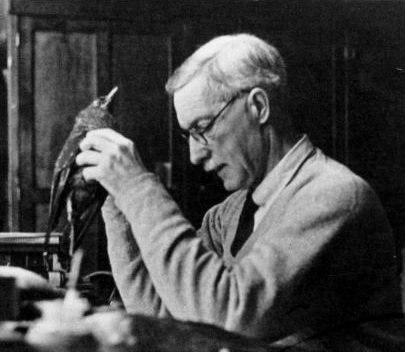
Richard Meinertzhagen bei der Arbeit im Museum

Das Vorkommen des Blewittkauzes ist auf wenige Populationen in der Satpura Range, nordöstlich von Mumbai, sowie in der Taloda Forest Range und Toranmal Forest Range im nördlichen Maharashtra und im südwestlichen Madhya Pradesh beschränkt.

## Wiederentdeckung
1884 schoss der britische Offizier und Vogelsammler James Davidson im nördlichen Maharashtra sowie im südöstlichen Madhya Pradesh/westlichen Orissa mehrere Exemplare des Blewittkauzes. Danach war diese Art verschollen. Erhalten geblieben waren nur insgesamt sieben Bälge. Vier der Exemplare waren von Davidson gesammelt worden, ein weiteres aus dem British Museum galt als vermisst. Ein Exemplar stammte von dem britischen Offizier und Ornithologen Richard Meinertzhagen. Er hatte es laut Etikett am 9. Oktober 1914 – das wäre 30 Jahre später als die übrigen Vögel – und an einem anderen Ort – bei Mandvi im Tal des Tapti im Surat-Dangs-Gebiet von Gujarat in den westlichen Ausläufern der Satpura-Berge – gesammelt. Der Kauz war seitdem nicht mehr gesichtet worden. Nachdem eine Expedition 1975 (durch Salim Ali und Sidney Dillon Ripley) erfolglos geblieben war, erklärte man diese Art für ausgestorben. Ripley und Ali orientierten sich bei diesen Nachforschungen an den Berichten von Meinertzhagen.
Meinertzhagen war eine schillernde Persönlichkeit. Nach seinen eigenen Angaben war er unter anderem als britischer Spion im Ersten Weltkrieg tätig und 1917 sogar an dem Versuch beteiligt, die russische Zarenfamilie aus ihrer Gefangenschaft in Jekaterinburg zu befreien. Er war gleichzeitig ein anerkannter Ornithologe, der im Laufe seines Lebens eine bemerkenswerte Sammlung an Vogelbälgen zusammentrug. Der schottische Ornithologe Phillip Clancey, der zusammen mit Meinertzhagen gereist war und mit ihm gesammelt hatte, wies allerdings sehr früh darauf hin, dass viele von Meinertzhagens Etiketten mit fragwürdigen Fundorten oder -daten versehen waren. Zu Beginn der 1990er Jahre wies der Ornithologe Alan G. Knox am Beispiel von Birkenzeisigen nach, dass es sich bei einem Teil der Belegexemplare in Meinertzhagens Sammlung um gestohlene Vogelbälge handelte, die Meinertzhagen umpräpariert und umetikettiert hatte. Dies war Anlass, auch den Balg des Blewittkauzes aus Meinertzhagens Sammlung gründlich zu untersuchen. Es stellte sich letztlich heraus, dass es sich bei dem angeblich von Meinertzhagen gesammelten Balg um den vermissten Balg des Britischen Museums handelte, den James Davidson 1884 geschossen hatte. Der Blewittkauz war damit das letzte Mal 1884 gesichtet worden und keine Beobachtung wies auf eine Verbreitung in Gujarat hin. Mit Hilfe von Robert Prys-Jones, dem Leiter der Vogelabteilung des Natural History Museum in London, fand man schließlich das korrekte Herkunftsgebiet der von Davidson gesammelten Bälge heraus. Eine erneute Suche in der Satpura Range im November 1997 unter Leitung der amerikanischen Ornithologin Pamela C. Rasmussen brachte schließlich den ersehnten Erfolg und das allererste Foto dieser Art.

## Gefährdung
Im Jahre 2000 wurden bei einer Suche in 14 Waldgebieten 25 Vögel an vier Stellen ihres ehemaligen Verbreitungsgebietes im nördlichen Maharashtra und südwestlichen Madhya Pradesh beobachtet, einschließlich dreier Paare in der Taloda Forest Range und sieben Paaren in der Toranmal Forest Range. Eine weitere Suche ergab fünf weitere Stellen in der Satpura Range.
Der Blewittkauz war vermutlich schon immer ein seltener Vogel. Heute ist er akut vom Aussterben bedroht. Weite Teile seines ehemaligen Verbreitungsgebietes sind durch Rodung zerstört und auch die verbliebenen Waldgebiete stehen unter enormem Druck der örtlichen Bevölkerung. Birdlife schätzt den Bestand auf 50 bis 250 Exemplare.

## Etymologie und Forschungsgeschichte
Die Erstbeschreibung des Blewittkauzes erfolgte 1873 durch Allan Octavian Hume unter dem Namen Heteroglaux blewitti. Das Typusexemplar wurde 1872 von Francis Robert Blewitt, Jr. (1815–1881) in den dichten Wäldern der östlichen Regionen Indiens nahe der Grenze zu den Tributary Mehals gesammelt. Neuere wissenschaftliche Erkenntnisse schlugen den Blewittkauz der von Friedrich Boie 1822 eingeführten Gattung Athene zu. Dieser Name leitet sich von der griechischen Göttin Athene ab, deren Lieblingsvogel die Eule war. Das Artepitheton blewitti ist dem Sammler des Typusexemplars gewidmet.

## Einzelbelege
1. ↑  
Pankaj Koparde, Prach Mehta, Sushma Reddy, Uma Ramakrishnan, Shomita Mukherjee, V. V. Robin: The critically endangered forest owlet Heteroglaux blewitti is nested within the currently recognized Athene clade: A century-old debate. PLoS ONE 13(2): e0192359. doi: 10.1371/journal.pone.0192359
2. 1 2  
W. Holt, R. Berkley, C. Deppe, P. Enríquez Rocha, J. L. Petersen, J. L. Rangel Salazar, K. P. Segars, K. L. Wood & C. J. Sharpe: Forest Owlet (Heteroglaux blewitti). In: J. del Hoyo, A. Elliott, J. Sargatal, D. A.Christie & E. de Juana (Hrsg.): Handbook of the Birds of the World Alive. Lynx Edicions, Barcelona 2014  (abgerufen am 13. Januar 2015)
3. ↑  
Dominic Couzens: Seltene Vögel – Überlebenskünstler, Evolutionsverlierer und Verschollene. Haupt Verlag, Bern 2011, S. 196 ISBN 978-3-258-07629-4
4. ↑  Sálim Ali: President's Letter 'Mystery' Birds of India – 3 Blewitt's Owl or Forest Spotted Owlet. In: A Bird's Eye View. The Collected Essays and Shorter Writings of Sálim Ali. Bd. 1. Permanent Black, Delhi 2007, ISBN 81-7824-170-6, S. 300–302, hier S. 300.
5. ↑  Alan G. Knox: Richard Meinertzhagen – a case of fraud examined. In: The Ibis. Bd. 135, Nr. 3, 1993, S. 320–325, hier S. 320.
6. ↑  
Dominic Couzens: Seltene Vögel – Überlebenskünstler, Evolutionsverlierer und Verschollene. Haupt Verlag, Bern 2011, S. 198 ISBN 978-3-258-07629-4
7. 1 2  Allan Octavian Hume (1873), S. 467.
8. ↑  Friedrich Boie (1822), S. 549.
9. ↑  Chyi Yin Gwee (2016), S. 246–258.
10. ↑  Jessie Frances Salter (2020), S. 1–15.
11. ↑  Athene The Key to Scientific Names Edited by James A. Jobling